# Barenton-sur-Serre
Barenton-sur-Serre ist eine französische Gemeinde mit 128 Einwohnern (Stand 1. Januar 2022) im Département Aisne in der Region Hauts-de-France (vor 2016 Picardie). Sie gehört zum Arrondissement Laon, zum Kanton Marle und zum Gemeindeverband Pays de la Serre.

## Geografie
Die Gemeinde Barenton-sur-Serre liegt elf Kilometer nordnordöstlich der Départements-Hauptstadt Laon. Sie liegt nicht ihrem Namen gemäß an der Serre, sondern an der Mündung des Flusses Barentons in die Souche, die dann erst fünf Kilometer flussabwärts in die Serre mündet. Umgeben wird Barenton-sur Serre von den Nachbargemeinden Froidmont-Cohartille im Nordosten, Grandlup-et-Fay im Südosten, Verneuil-sur-Serre im Süden, Barenton-Cel im Südwesten, Chalandry im Westen sowie Mortiers im Nordwesten.

## Bevölkerungsentwicklung
| Jahr                       | 1962 | 1968 | 1975 | 1982 | 1990 | 1999 | 2011 | 2021 |
| Einwohner                  | 111  | 109  | 97   | 112  | 106  | 109  | 118  | 130  |
| Quellen: Cassini und INSEE |      |      |      |      |      |      |      |      |

## Sehenswürdigkeiten

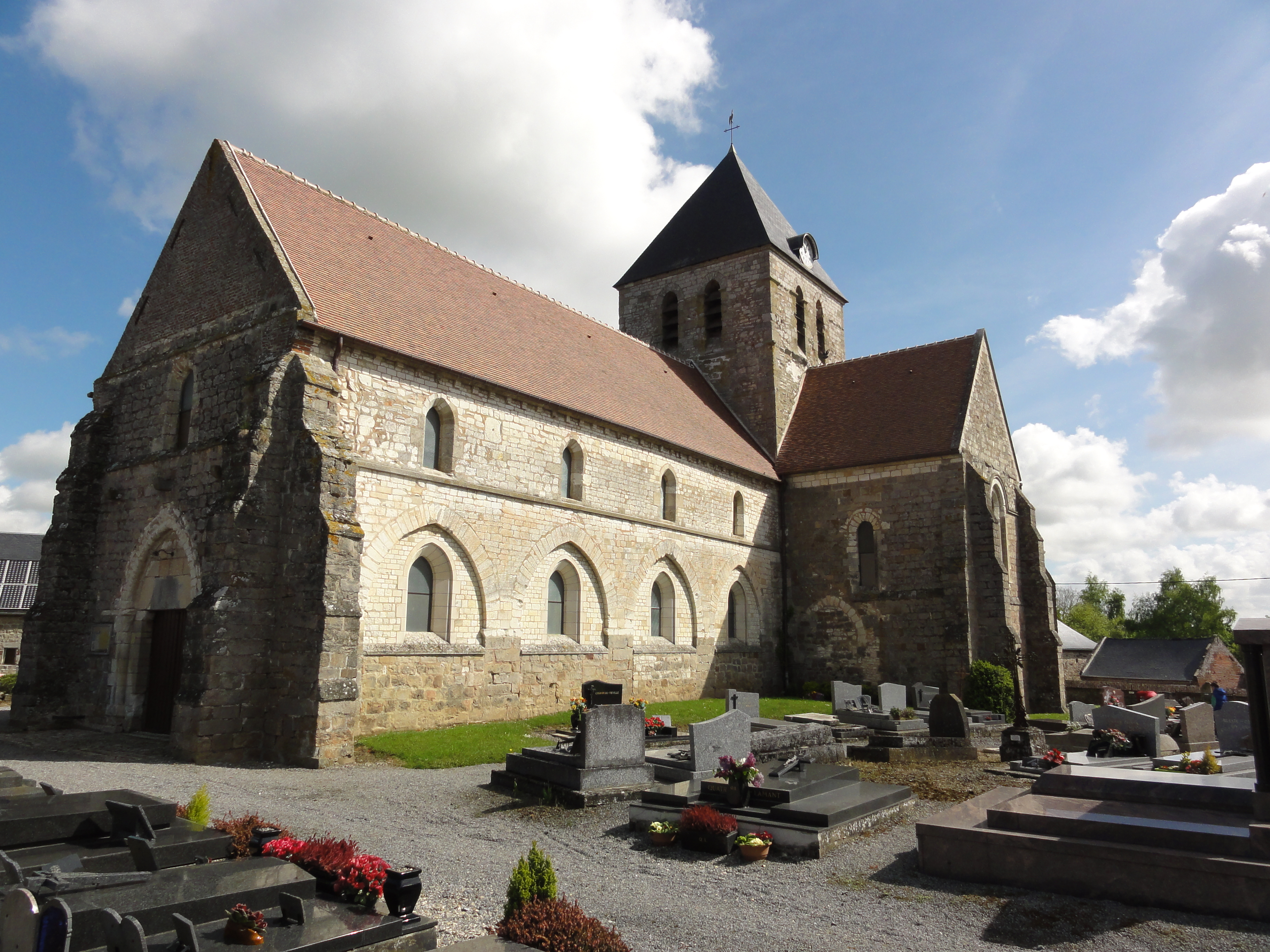
Kirche Saint-Martin
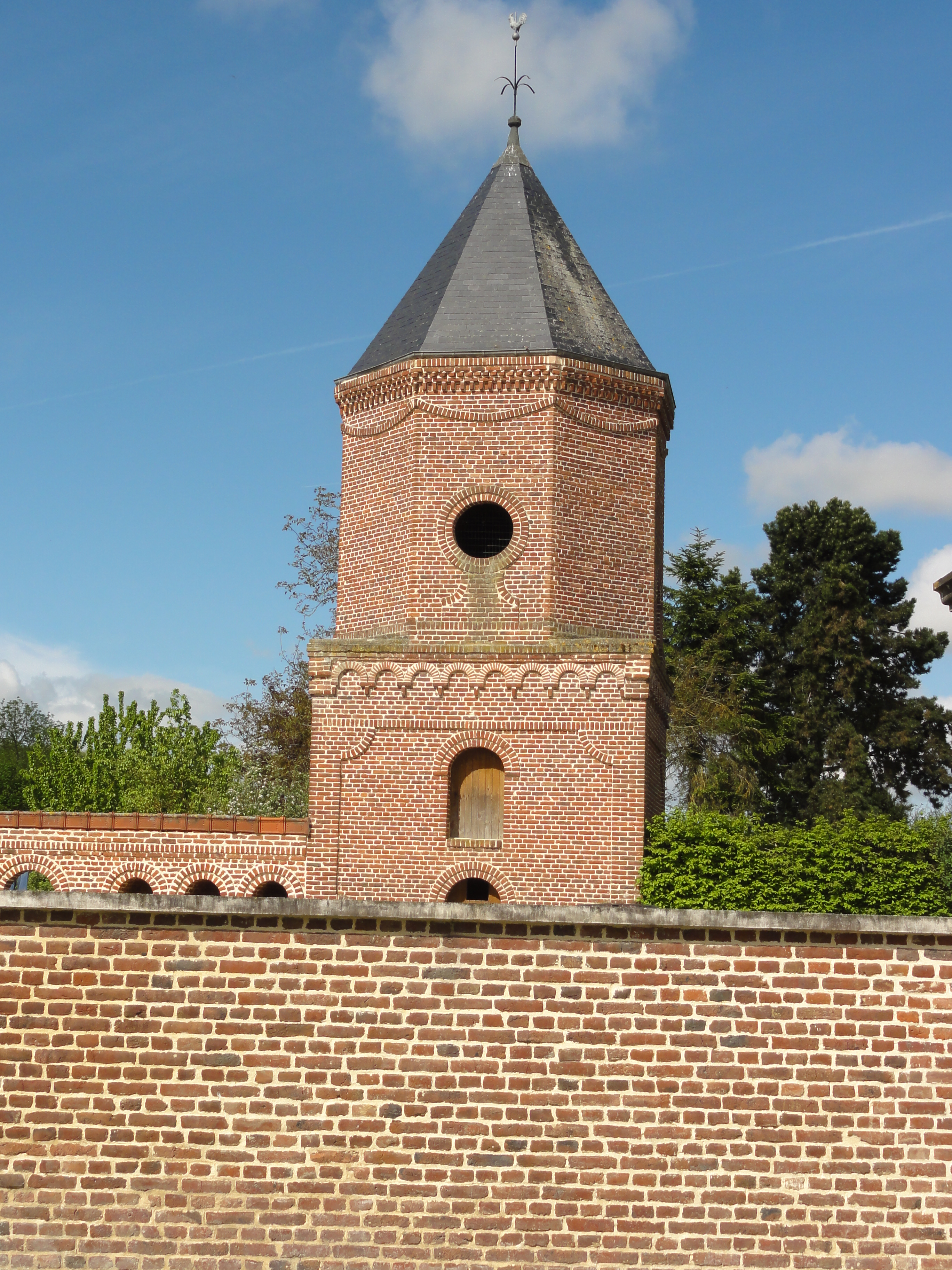
Taubenturm
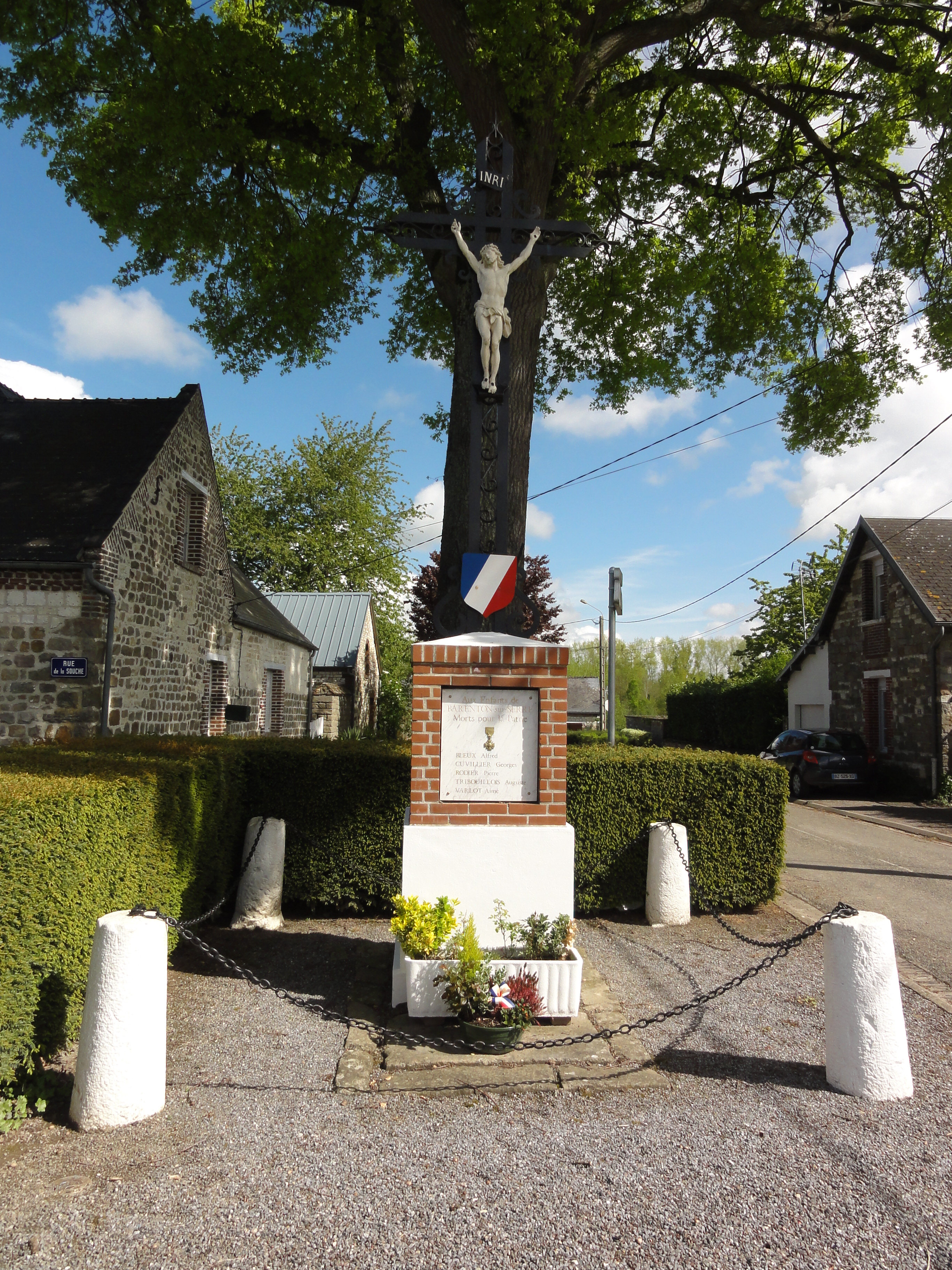
Gefallenendenkmal

- Kirche Saint-Martin
- Taubenturm
- Gefallenendenkmal